# Martshang Sherab Sengge
| Tibetische Bezeichnung                              |
| --------------------------------------------------- |
| Tibetische Schrift: སྨར་ཚང་ཤེས་རབ་སེང་གེ                |
| Wylie-Transliteration: smar tshang shes rab seng ge |
| Chinesische Bezeichnung                             |
| Traditionell: 瑪倉•喜饒僧格                         |
| Vereinfacht: 玛仓•喜饶僧格                          |
| Pinyin:Macang Xirao Sengge                          |

Martshang Sherab Sengge (tib.: smar tshang shes rab seng ge; * 1135; † 1203) oder Marpa Sherab Yeshe (smar pa shes rab ye shes) war der Gründer der Marpa- (tib.: smar pa bka' brgyud) oder Martshang-Kagyü (tib.: smar tshang bka' brgyud)-Schule, einer der Acht kleinen Schulen der Kagyü-Schultradition des tibetischen Buddhismus (Vajrayana).
Er war ein Schüler Phagmodrupas aus der Phagdru-Kagyü-Schule.
1167 gründete er das Stammkloster der Schule, das Sho-Kloster (sho dgon) in Kham.